# Universitat de Cartago
La Universitat de Cartago (àrab: جامعة قرطاج, Jāmiʿat Qarṭāj) és una universitat tunisiana fundada el 1988 a Cartago. Inicialment es va anomenar Universitat de Dret, Economia i Gestió, abans de convertir-se en la Universitat del 7 de novembre a Cartago l'any 2000, i posteriorment en la Universitat de Cartago el 22 de gener de 2011, després de la Revolució tunisiana.
Segons l'U.S. News & World Report, ocupava el lloc 25 en el rànquing regional d'universitats àrabs de 2016.
Compta amb 33 organismes d'educació superior, inclosos dos centres de recerca, i rep anualment aproximadament 30.000 estudiants nacionals i internacionals.

## Rectors
- 2017-2020 : Olfa ben Ouda
- des de 2020 : Nadia Mzougi Aguir

## Organització

### Facultats
- Facultat de Ciències Jurídiques, Polítiques i Socials de Tunísia
- Facultat de Ciències de Bizerta
- Facultat d'Economia i Gestió de Nabeul

### Institucions
- Escola Nacional d'Arquitectura i Urbanisme de Tunísia
- Escola Nacional d'Enginyeria de Bizerte
- Escola Nacional d'Enginyers de Cartago
- Escola Politècnica de Tunísia
- Escola de Postgrau d'Estadística i Anàlisi de la Informació
- Escola Superior d'Audiovisuals i Cinema
- Institut Preparatori d'Estudis d'Enginyeria de Bizerte
- Institut d'Alts Estudis Empresarials de Cartago
- Institut Nacional de Ciències Aplicades i Tecnologia
- Institut Superior de Gestió de Bizerte
- Institut Superior de Ciències Aplicades i Tecnologia de Mateur
- Institut Preparatori d'Estudis d'Enginyeria de Nabeul
- Institut Preparatori d'Estudis Científics i Tècnics
- Institut Superior de Belles arts de Nabeul
- Institut Superior de Tecnologies Ambientals, Urbanístiques i de l'Edificació
- Institut Superior d'Idiomes de Tunísia
- Institut Superior de Llengües Aplicades i Informàtica de Nabeul
- Institut Superior de Ciències i Tecnologies Ambientals Borj Cédria
- Institut Superior de Tecnologies de la Informació i les Comunicacions de Borj Cédria